# 柃木
柃木，Eurya japonica (syn. Eurya latifolia Hort. ex K.Koch)，又稱海岸柃，是山茶科柃木屬的植物。

## 形态特征
常綠灌木或小乔木；一般樹高4至7米，嫩枝有棱；橢圆形至长椭圆状披针形叶子為單葉互生，硬革質，深綠色，邊緣有鋸齒，先端尖銳，幼葉為紅色。
冬天到早春時開花，花細小，白色，单性、雌雄異株，一至三朵生于叶腋，微香。紫黑色浆果近圓球形，9-10月結果。

## 分布
分布于中国东南部，台灣，香港，日本，韓國，菲律賓，喜馬拉雅山都可發現，枝葉可入藥，果實可作染料，在日本有用於宗教禮儀。

## 藥用
- 功用：袪用除濕，消腫止血
- 主治：風濕痹痛，水腫，腹水，外傷出血
- 性味歸經：苦澀，平入脾、膀胱二經
- 用法：內服：煎湯，9-15克，外用：煎水洗或搗敷